# Iuhîmivka, Șarhorod
Iuhîmivka (în ucraineană Юхимівка) este o comună în raionul Șarhorod, regiunea Vinnița, Ucraina, formată numai din satul de reședință.

## Demografie
Componența lingvistică a satului Iuhîmivka
     Ucraineană (99,59%)
     Alte limbi (0,33%)
Conform recensământului din 2001, majoritatea populației satului Iuhîmivka era vorbitoare de ucraineană (99,59%), existând în minoritate și vorbitori de alte limbi.